# 张少书
张少书（英語：Gordon H. Chang, 1948年—）是美国斯坦福大学历史系教授。他的学术研究主要包括美国国内种族关系以及美国的国际关系。

## 生平
1948年出生于英属香港，父亲是中国画家张书旂。后毕业于普林斯顿大学和斯坦福大学。2015年加入百人会。

## 著作
张少书教授著有： 
- Friends and Enemies: The United States, China and the Soviet Union, 1948-1972 (1990) ISBN 0804715653, 梅寅生 译：《敌乎？友乎？—美国分化中苏联盟内幕》，台湾金禾出版社1992年版 ISBN 9578573014
- Morning Glory, Evening Shadow: Yamato Ichihashi and His Wartime Writing, 1942-1945 (1997),
- Asian Americans and Politics: An Exploration (2001), and
- Chinese American Voices: From the Gold Rush to the Present (2006).

## 荣誉
1999年获得古根海姆学者奖。